# Stadt in Angst
Stadt in Angst ist ein US-amerikanischer Filmdrama von John Sturges aus dem Jahr 1955 mit Spencer Tracy in der Hauptrolle. Die Produktion basiert auf dem Roman Bad Day at Honda des Autors Howard Breslin und handelt von einem Fremden, der in einem abgelegenen Dorf eintrifft und dort mit seiner Suche nach einem nach Pearl Harbor verschwundenen Japaner einen großen Teil der Bewohner erzürnt.

## Handlung
Im Spätsommer 1945, kurz nach dem Ende des Zweiten Weltkriegs, stoppt zum ersten Mal seit über vier Jahren der Stromlinienzug an der Haltestelle des abgelegenen Dorfes Black Rock im Südwesten der Vereinigten Staaten. Ihm entsteigt ein einarmiger Fremder namens John Macreedy. Seine unerwartete Ankunft erregt sofort die Aufmerksamkeit der misstrauischen Einheimischen. Macreedy steigt im örtlichen Hotel ab.
Die Nervosität und Feindseligkeit der Bewohner nimmt spürbar zu, als Macreedy erklärt, er befinde sich auf der Suche nach einem japanischen Farmer namens Komoko. Der Rancher Reno Smith, mehr oder weniger Chef in Black Rock, geht auf Macreedy zu. Er erzählt dem Fremden, Komoko sei nach dem japanischen Angriff auf Pearl Harbor in ein Internierungslager gebracht worden und seitdem verschwunden. In Wahrheit wurde er jedoch von Smith und einigen anderen Männern kurz nach dem Angriff der Japaner auf Pearl Harbor aus Neid und Fremdenhass gelyncht. Macreedy schöpft Verdacht und vermutet schon bald, Komoko sei einem Mord zum Opfer gefallen.
Währenddessen planen bereits einige Bewohner von Black Rock, den unliebsamen Fremden zu beseitigen, um so die Aufdeckung ihres dunklen Geheimnisses zu verhindern. Nur der Sheriff Tim Horn und Doc Velie sind gegen dieses Vorhaben. Sie machen sich Vorwürfe, den Lynchmord an Komoko nicht verhindert zu haben, und befürchten nun eine neue Bluttat.
Die hübsche junge Liz Wirth, Schwester des Hoteliers Pete, vermietet Macreedy ihren Jeep und handelt sich dafür gleich eine schwere Rüge ihres Freundes Reno Smith ein. Macreedy fährt zum ehemaligen Hof des Japaners, den er ausgebrannt vorfindet. Auf der Rückfahrt drängt ihn der rabiate Hitzkopf Coley Trimble von der Straße ab und nimmt dabei auch die Beschädigung seines eigenen Wagens in Kauf.
Doc Velie rät Macreedy, die Stadt schnellstmöglich zu verlassen, ehe es zu spät sei. Die feindliche Mehrheitsfraktion der Bewohner nimmt eine immer bedrohlichere Haltung ein. Macreedys Telegramme und Anrufe an die Staatspolizei werden nicht weitergeleitet, Fahrgelegenheiten, um den Ort zu verlassen, sind nicht vorhanden. Schließlich wird ihm sogar offen gedroht. Als sich der Sheriff demonstrativ auf die Seite des Fremden stellt, erklärt ihn Smith kurzerhand für abgesetzt und ernennt seinen Handlanger und Komplizen Hector David zum neuen Sheriff. In der Dorfkneipe provoziert Trimble den Fremden erneut vor aller Augen, um ihn dann in scheinbarer Notwehr töten zu können. Macreedy gelingt es aber noch einmal, sich seiner Haut zu erwehren. Er schlägt den massigen Trimble mit einigen gekonnten Karatehieben krankenhausreif.
Macreedy kann dem jungen Pete Wirth ins Gewissen reden. Schließlich offenbart er den Hintergrund seines Besuchs: Komokos Sohn diente mit ihm im Krieg bei der U.S. Army in Italien. Er rettete Macreedy einmal das Leben. Als letzten Dienst wollte er einen Kriegsorden des japanischstämmigen US-Soldaten, der den Krieg nicht überlebt hat, dessen Vater überbringen. Pete Wirth erklärt sich dazu bereit, den Fremden in Sicherheit zu bringen. Zusammen mit Doc Velie kann er David außer Gefecht setzen. Wirths Schwester soll Macreedy mit ihrem Jeep aus der Stadt bringen. Sie fährt ihn jedoch in den von Smith vorbereiteten Hinterhalt. Um keine weiteren Zeugen zu haben, erschießt Smith zunächst seine Freundin und möchte dann auch Macreedy umbringen. Dieser verschanzt sich hinter dem Jeep und stellt aus einer Flasche und etwas Benzin einen Molotowcocktail her, den er auf Smith wirft. Smith wird von den Flammen erfasst. Macreedy überwältigt den kampfunfähigen Kontrahenten. Gemeinsam fahren sie zurück nach Black Rock, wo Sheriff Tim Horn mittlerweile die Beteiligten des Lynchmordes verhaftet hat.
Bevor Macreedy die Stadt mit dem Zug verlässt, überlässt er Doc Velie auf dessen Bitte hin den Orden.

## Hintergrund
Stadt in Angst basiert auf dem Roman Bad Day at Honda von Howard Breslin. Dies war auch der Arbeitstitel des Films, der jedoch aufgegeben wurde, weil 1953 ein Western mit John Wayne herauskam, der den Titel Hondo trug.
Um Spencer Tracy als Darsteller zu gewinnen, machten die Produzenten aus der Hauptfigur einen Einarmigen, da sie davon ausgingen, kein Schauspieler könne einer solchen Herausforderung widerstehen. Der Vorspann des Films, in dem ein fahrender Zug zu sehen ist, wurde gedreht, nachdem einem Testpublikum die ursprüngliche Eröffnungsszene nicht gefallen hatte.
Nicholas Schenk, der damalige MGM-Präsident, war gegen die Produktion, da er sie für „subversiv“ hielt. Dem Film wurde, ähnlich wie zuvor bereits Zwölf Uhr mittags, vorgeworfen, unterschwellige Kritik an der Antikommunismuspolitik des Senators Joseph McCarthy zu üben. Ironischerweise zählen beide Werke zu den Filmen, die am häufigsten im Weißen Haus gezeigt wurden.
Nur fünfzehn Kilometer nordwestlich des Drehortes bei Lone Pine befand sich mit dem Manzanar War Relocation Center eines der zehn Internierungslager für Amerikaner japanischer Abstammung.
Stadt in Angst war einer der ersten MGM-Filme, der in CinemaScope gedreht wurde, und Spencer Tracys letzte Zusammenarbeit mit dem Studio, bei dem er zwanzig Jahre unter Vertrag gestanden hatte.
Durch die Verwendung des Cinemascopeformats gelangen John Sturges ausdrucksstarke Bilder, die der Isolation des Helden einen starken Ausdruck verleihen.
Der Film feierte seine Premiere am 7. Januar 1955 und startete am 18. Oktober auch in den westdeutschen Kinos.

## Dreharbeiten
Für die Aufnahmen im Ort Black Rock wurde extra für den Film eine Kulissensiedlung aufgebaut. Sie lag im Owens Valley, etwa drei Kilometer nordöstlich von Lone Pine an der Lone Pine Branch, einer Nebenstrecke der Southern Pacific-Eisenbahngesellschaft. Von den Kulissen sind keine Überreste mehr zu sehen, und auch die Bahnstrecke wurde mittlerweile stillgelegt und abgebaut. Weitere Dreharbeiten, insbesondere diejenigen von Kamokos ehemaliger Farm, fanden in den nur wenige Kilometer westlich gelegenen Alabama Hills statt.
Der von einer F7-Doppellokomotive gezogene Stromlinienzug, mit dem Macreedy ankommt und auch wieder abfährt, ist dem Sunset Limited nachempfunden.

## Synchronisation
Die deutsche Synchronbearbeitung entstand 1955 im MGM-Synchronisationsatelier Berlin. Daneben existiert noch eine DEFA-Synchronfassung aus dem Jahr 1986.
Während die Kinosynchronisation auf DVD zu hören ist, wird von der ARD die DEFA-Fassung gezeigt.
| Rolle        | Darsteller      | Synchronsprecher (MGM 1955) | Synchronsprecher (DEFA 1986) |
| ------------ | --------------- | --------------------------- | ---------------------------- |
| Macreedy     | Spencer Tracy   | Ernst Schröder              | Walter Niklaus               |
| Reno Smith   | Robert Ryan     | Carl Raddatz                | Rolf Römer                   |
| Doc Velie    | Walter Brennan  | Alfred Balthoff             | Fred-Arthur Geppert          |
| Hector David | Lee Marvin      | Stanislav Ledinek           | Hansjürgen Hürrig            |
| Hastings     | Russell Collins | Hans Hessling               | Karl-Maria Steffens          |

## Kritiken
- Lexikon des internationalen Films: „Ein Film in der Szenerie des Westerns, der an Hemingway und auch ein wenig an Graham Greene erinnert. (…) Auf hohem Niveau spannend inszeniert, mit einer hervorragenden schauspielerischen Leistung von Spencer Tracy.“[11]
- Time, Januar 1955: “It is a tight film, told in quiet words and simple pictures that give it an uncommon quality of economy.”

## Auszeichnungen
Internationale Filmfestspiele von Cannes 1955
- Preis für Spencer Tracy als Bester Darsteller
- Nominierung für die Goldene Palme

Oscars 1956
- Nominierung in der Kategorie Beste Regie für John Sturges
- Nominierung in der Kategorie Bester Hauptdarsteller für Spencer Tracy
- Nominierung in der Kategorie Bestes Drehbuch für Millard Kaufman

Directors Guild of America Awards 1956
- Nominierung in der Kategorie Beste Regie für John Sturges

Writers Guild of America Awards 1956
- Nominierung in der Kategorie Bestes Drehbuch (Drama) für Millard Kaufman

British Film Academy Award 1956
- Nominierung als Bester Film
- Nominierung für den United Nations Award

Library of Congress
- 2018: Aufnahme in das National Film Registry